# Yuki Ikeya
Yuki Ikeya (født 27. juni 1995) er en japansk fodboldspiller, som spiller for den japanske fodboldklub Roasso Kumamoto.